# Този Маркеш, Жозе Антониу Апаресиду
Жозе Антониу Апаресиду Този Маркеш (порт.-браз. José Antônio Aparecido Tosi Marques; род. 13 мая 1948 года, Жау, штат Сан-Паулу, Бразилия) — бразильский прелат.  Титулярный епископ Лизинии и вспомогательный епископ с архиепархии Сан-Салвадора-да-Баия 10 июля 1991 по 13 января 1999. Архиепископ Форталезы с 13 января 1999 по 11 октября 2023.

## Биография
Жозе Антониу родился 13 мая 1948 года в бразильском городе Жау штата Сан-Паулу. В семье было шесть сыновей. В 1974 году он был рукоположен в священники. Служил епископом-помощником архиепископа Сан-Сальвадор-да-Баия.